# Awans- en Warouxoorlog

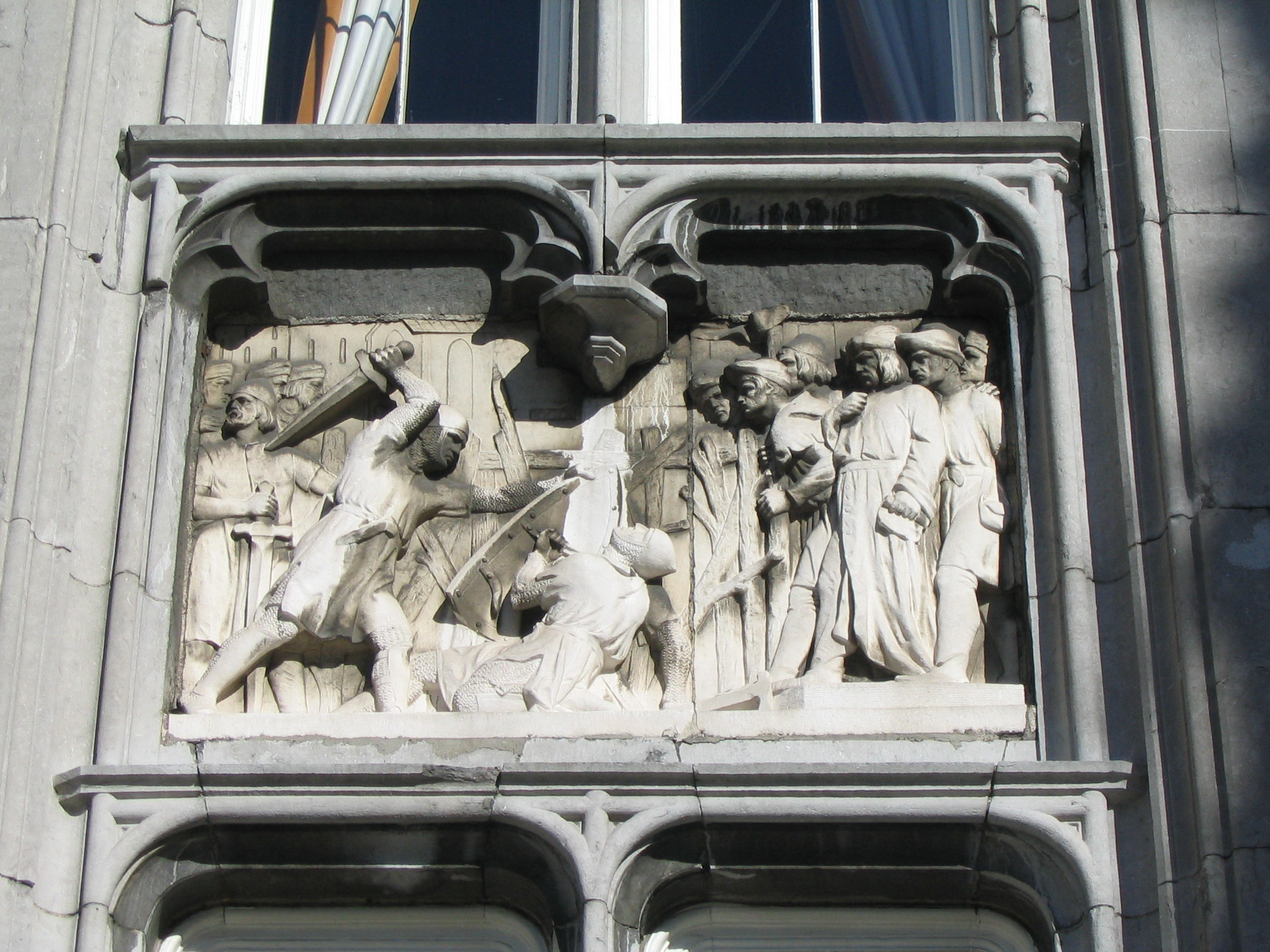
Episode uit de beginjaren van het conflict: duel tussen Aynechon en Falloz in 1296 (reliëf provinciehuis Luik)

De Awans- en Warouxoorlog, ook gespeld als Awans-en-Waroux-oorlog, was een burgeroorlog in het prinsbisdom Luik van 1296 tot 1335 tussen de adellijke families van Awans en van Waroux uit Haspengouw.
Volgens de kroniekschrijver van Haspengouw, Jacob van Hemricourt, was de inzet van de bloederige strijd begonnen met de schaking van Adela, een rijke wees, uit Awans. De vrouw was onderhorig aan Humbert Corbeau van Awans die de vrouw had willen uithuwelijken aan zijn neef. Na de schaking door haar minnaar, een schildknaap uit Waroux, een familielid van heer Willem van Waroux trouwde het koppel en vluchtte naar het kasteel van Waroux. Willem van Awans eiste de ontbinding van de misstap. Omdat Humbert van Waroux niet binnen de 48 uur kon bewijzen dat de vrouw een horige was, weigerde Willem van Awans die vrouw terug te sturen. Daarop organiseerde Humbert van Awans een strafexpeditie waarbij hij beroep deed op verwanten en 'vrienden' om de gronden van de Waroux af te branden. Dit werd gevolgd door een tegenexpeditie. Bijna alle edelen van Haspengouw sloten zich aan bij een van beide kampen. Ook de prins-bisschop, de graaf van Loon en de patriciërs van Luik raakten betrokken. Beide kanten kregen zware verliezen te verduren. In de slag bij Dommartin waren dat de Waroux, in de slag bij Hoeselt de Awans.. De vete duurde zo'n 40 jaar.
De Sint-Maartensramp of Mal-Saint-Martin (1312) was het dieptepunt in het conflict en bracht de Awans aan de zijde van de volkspartij en de Waroux aan de zijde van de patriciërs. De Vrede van Fexhe bracht geen oplossing.
De Luikse prins-bisschop Adolf van der Mark (1313-1344) zorgde onder sterke druk uiteindelijk voor een oplossing in 1335 met de Vrede van de XII, ook wel de Vrede van de Lignages genoemd (Lignage of parenté betekent bloedverwantschap). Van dan af zouden de geschillen tussen de edelen beslecht worden door een tribunaal dat uit twaalf ridders bestond.